# Uvaria johannis
Uvaria johannis är en kirimojaväxtart som beskrevs av Arthur Wallis Exell. Uvaria johannis ingår i släktet Uvaria och familjen kirimojaväxter. Inga underarter finns listade i Catalogue of Life.